# Пихтовка (приток Кувы)
Пихтовка — река в России, протекает по Кудымкарскому району Пермского края. Устье реки находится в 67 км по левому берегу реки Кува. Длина реки составляет 17 км.
Высота истока — 248,0 м над уровнем моря.Исток реки в лесном массиве на Верхнекамской возвышенности близ границы с Кировской областью в 16 км западнее села Кува. Исток находится на водоразделе бассейнов Иньвы и Чуса. Река течёт на восток, всё течение проходит по ненаселённому лесу. Приток — Паськытшор (левый). Впадает в Куву выше села Кува у одноимённой деревни Пихтовка.

## Данные водного реестра
По данным государственного водного реестра России относится к Камскому бассейновому округу, водохозяйственный участок реки — Кама от города Березники до Камского гидроузла, без реки Косьва (от истока до Широковского гидроузла), Чусовая и Сылва, речной подбассейн реки — бассейны притоков Камы до впадения Белой. Речной бассейн реки — Кама.
Код объекта в государственном водном реестре — 10010100912111100007987.